# Longcochon
Longcochon – miejscowość i gmina we Francji, w regionie Burgundia-Franche-Comté, w departamencie Jura.
Według danych na rok 1990 gminę zamieszkiwało 49 osób, a gęstość zaludnienia wynosiła 13 osób/km² (wśród 1786 gmin Franche-Comté Longcochon plasuje się na 694. miejscu pod względem liczby ludności, natomiast pod względem powierzchni na miejscu 903.).